# 織田信包
織田 信包（おだ のぶかね）は、戦国時代から江戸時代前期にかけての武将・大名。丹波国柏原藩初代藩主。信包系織田家初代。織田信秀の4男（異説あり）で、織田信長の弟。通称は三十郎。なお、一時長野工藤家に養子に入り17代当主となっている。

## 生涯

### 出生
天文12年（1543年）7月17日あるいは天文17年（1548年）に、尾張の戦国大名・織田信秀の子として生まれた。

### 信長の時代
永禄11年（1568年）2月、兄・信長の命で北伊勢を支配する長野工藤氏（長野氏）に養子入りして伊勢国上野城を居城としたが、後に信長の命令によってこの養子縁組を解消し、織田家に復した。永禄12年（1569年）10月、伊勢大河内城が落城して北畠家が信長に臣従すると、信包は信長より伊勢安濃津城主に任命された。
その後は信長に従って各地を転戦する。北近江小谷城で信長が義弟の浅井長政を滅亡させたとき、その正室であった妹の市とその娘たちである茶々・初・江を信包が保護したとされてきた。しかし近年の研究によると、当初お市の方と三姉妹を保護したのは信包ではなく、信長、信包、お市たちの叔父である織田信次であることが明らかとなっている（『溪心院文』）。天正3年（1575年）の越前一向一揆鎮圧、天正5年（1577年）の雑賀党攻め（紀州征伐）にも参加し、織田一族の重鎮として厚遇された。後に信長の長男・信忠の補佐を任されている。長男・信重の正室に元尾張守護・斯波義銀の娘を定め、織田家と斯波家の橋渡し役も果たした。

### 豊臣秀吉の時代
天正10年（1582年）6月の本能寺の変で信長と信忠が殺害された後は、豊臣秀吉に従い、伊勢津城15万石を領して「津侍従」と称された。天正11年（1583年）には甥・織田信孝らと対立し、柴田勝家や滝川一益を攻略している。
天正18年（1590年）、小田原征伐のときに北条氏政・氏直父子の助命を嘆願したために秀吉の怒りをかい、文禄3年（1594年）9月に至って改易された。改易の理由として、検地によって石高増加となったものの、その割には役儀を疎かにしたためとされる。改易後は剃髪して老犬斎と号し、京都の慈雲院に隠棲したという。
その後、近江国内に2万石を与えられて秀吉の御伽衆となり、慶長3年（1598年）6月には丹波国氷上郡柏原（兵庫県丹波市柏原）3万6000石を与えられる。

### 徳川家康の時代
慶長5年（1600年）、関ヶ原の戦いでは西軍に属して丹後田辺城攻撃などに参戦したものの、戦後に徳川家康は信包の罪を問わず、所領を安堵された。その後、信包は大坂城にあって姪孫である豊臣秀頼を補佐したが、慶長19年（1614年）7月17日、大坂冬の陣直前に大坂城内で吐血して急死した。享年72。片桐且元による毒殺の噂が流れたが、定かではない。家督は三男の信則が継承した。

## 父母・兄弟
父は前述の通り信秀であるが、母は不明である。しかし信長の生前時の織田一門内における地位の高さは、信包が信長の同母弟である可能性を示している。
また、信秀の四男と言われることもあるが、信包よりも確実に年長の信広、信長、信勝（信行）に加えて、弘治元年（1555年）に死去した際に数え年で15、6歳と伝わる秀孝や、信長よりも年長とされることもある信時もおり、正確なところは不明である。

## 織田一門の中での立場
天正9年（1581年）の京都御馬揃えでは、織田信忠80騎、織田信雄30騎に続いて、信包が10騎を率いている（次いで織田信孝の10騎）。また、「信長公記」において織田一門の名が連なる場合、信包は必ず信雄と信孝の間に入っており、実質的に一門の序列3番目の地位に位置していたものと推測されている。この時、信包以外で早世していなかった信長の弟には長益、長利、信照がいるが、彼らは信孝に続く津田信澄（信長の同母弟である信行の遺子）よりさらに下の地位に過ぎず、信包は信長の兄弟の中でも別格の地位であったことが窺える。

## 系譜
- 父：織田信秀（1511年 - 1552年）
- 母：土田御前（? - 1594年）?
- 正室：長野藤定の娘
  - 女子：姫路殿（? - 1641年） - 妙勝院殿性岩寿真大姉、豊臣秀吉側室
- 側室：神戸具盛の妹
- 生母不明の子女
  - 長男：織田信重
  - 子女：寿圭
  - 三男：織田信則（1599年 - 1630年）
  - 四男：織田信当（1600年 - 1671年）
  - 女子：松平忠明正室
  - 女子：木下利房正室 - のち万里小路充房室

## 演じた人物
- 原聖四郎 - 『お市の方』（1942年、映画）
- 永田光男 - 『佐治与九郎覚え書』（1963年、TBS）
- 小林隆 - 『江〜姫たちの戦国〜』（2011年、NHK大河ドラマ）
- 伊勢谷友介 - 『清須会議』（2013年、映画）